# 동작대로
동작대로(銅雀大路)는 서울특별시 관악구 남현동 사당역 교차로에서 시작하여 용산구 용산가족공원에 이르는 왕복 10차선 도로이다.
이 도로는 동작구·관악구와 서초구의 경계선 역할을 하고 있다.

## 역사
- 1979년 2월 : 남태령 시계에서 이수교차로 구간(총 연장 4.9 km)을 동작대로로 지정
- 1984년 11월 : 동작대교가 개통함에 따라, 종점을 동작대교 북단으로 연장
- 1989년 6월 : 사당역 사거리 이남 구간을 왕복 10차선으로 확장
- 2009년 11월 : 사당역~이수교차로 구간에 중앙버스전용차로(2.7 km) 개통
- 2010년 : 동작대로를 사당역 ~ 용산가족공원 구간으로 단축

## 경유지
서울특별시
- 관악구 남현동/서초구 - 동작구 사당동/서초구 - 용산구

## 노선

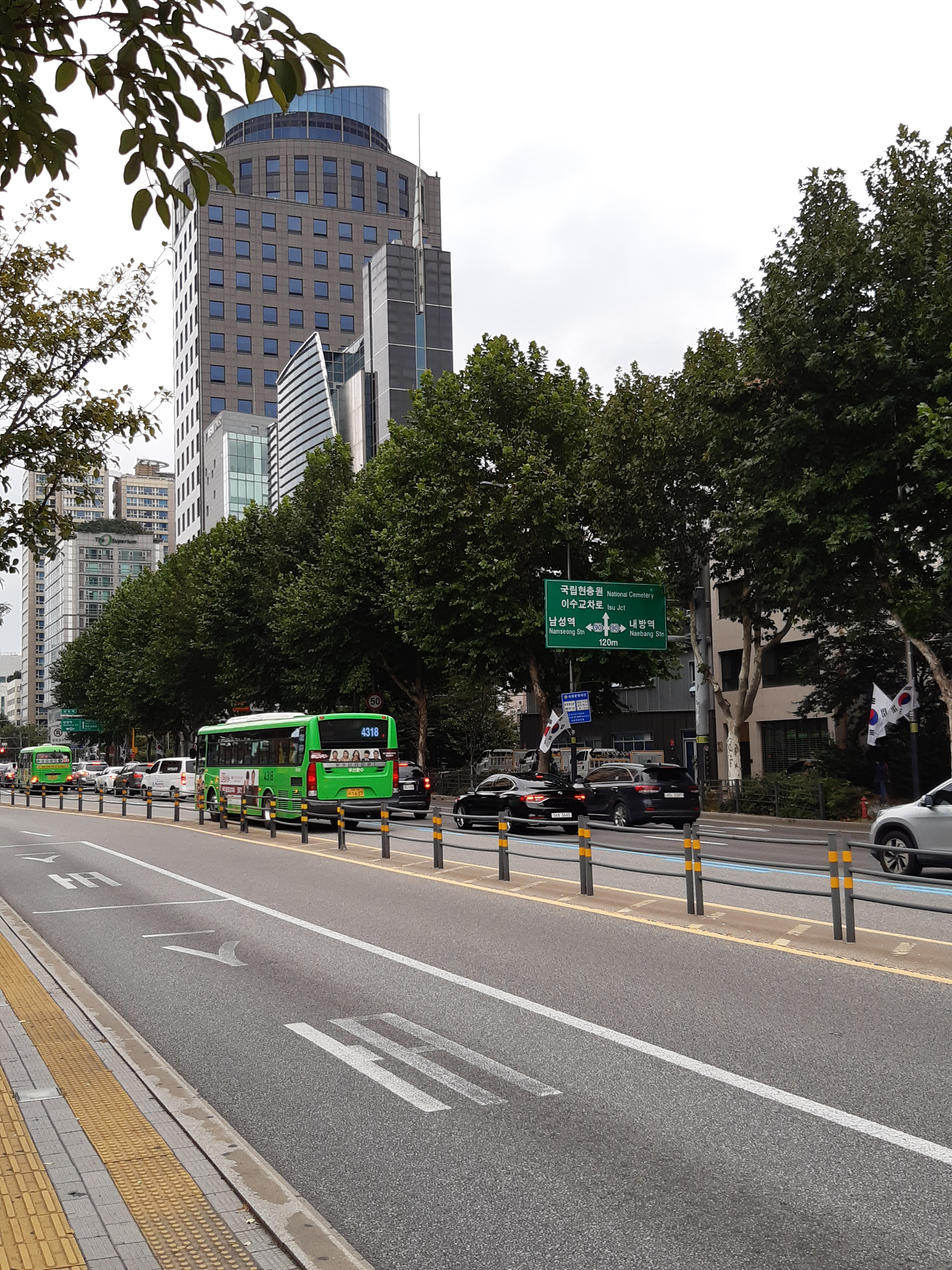
동작대로

- 사당역 - 이수역 - 경문고등학교 - 정금마을 - 이수교차로 - 동작역 - 동작대교 - 용산가족공원

## 연결 도로
시점인 사당역 교차로에서는 과천대로와 남부순환로가 연결되며, 이수교차로에서는 현충로, 신반포로, 방배로, 사평대로 등과 접속하며, 종점인 용산가족공원에서는 서빙고로와 만난다.

## 계획
- 오는 2010년에는 동작대로와 연계되어 인덕원역 사거리에서 논현역 사거리를 잇는 버스 중앙 전용 차로가 계획이 있다.[1]
- 또한 같은 해에 용산에 있는 주한미군기지가 오산·평택으로 이전하면 동작대교 북단교차로에서 용산고에 이르는 도로(길이 3 km)가 착공될 예정이다.[2]

## 같이 보기
- 과천대로
- 남부순환로
- 방배로
- 사평대로
- 서빙고로
- 신반포로
- 현충로